# ブダペスト - ヴァーツラートート - ヴァーツ線
ブダペスト - ヴァーツラートート - ヴァーツ線（ハンガリー語: Budapest–Vácrátót–Vác-vasútvonal）は、ハンガリー国鉄の鉄道線の名称である。路線番号は71。

## 運行形態
快速と普通について説明する。

### 快速(G71)
平日のみの運行。朝にヴァーツ発ブダペスト行が、午後にブダペスト発ヴァーツ行が、毎時1本運行する。

### 普通
- S71系統: ブダペスト西駅 - ヴァーツ
毎時1本のみの運行。原則、ヴァーツラートートを除く各駅に停車する。ただし、朝のブダペスト行1本のみ、ラートートに停車する一方で、ヴァーツハルチャーン、ルドナイケルト、ヴィツジアーンテレプを通過する。
かつてはヴァーツラートートにも全列車が停車していたが、2022年8月29日のダイヤ改正で大部分が通過となった[2]。

- S77系統: アソード - ヴァーツ
2時間に1本の運行。ヴァツラートート以東は77号線に直通する。ヴァーツキシューイファル - チェレグ間ノンストップで、マーリアウドヴァルも通過する。
2023年度より運行を開始した。当初はヴァーツラートート停車、アルショーヴァーロシュとチェレグ通過であったが、2023年6月17日のダイヤ改正でヴァーツラートート通過となった[3]。2024年度より、アルショーヴァーロシュとチェレグ停車となった。

## 駅一覧
以下では、ハンガリー国鉄71号線の駅と営業キロ、停車列車、接続路線などを一覧表で示す。
- 種別
  - G：快速
  - S：普通
- 停車駅
  - ■印：全列車停車
  - ●印：一部通過
  - ○印：一部停車
  - ｜印：全列車通過

| 路線名 | 駅名                                   | 駅間営業キロ | 累計営業キロ | G  | S | 接続路線 | 所在地       | 所在地                       |
| ------ | -------------------------------------- | ------------ | ------------ | -- | - | --- | ------------ | ---------------------------- |
| 70     | ブダペスト西駅                         | -            | 0            | ■  | ■ | 100号線（ニーレジハーザ方面）、142号線（ラヨシュミジェ方面） ブダペスト地下鉄3号線（ケーバーニャ方面、ウーイペシュト中央方面） | ブダペスト市 | ブダペスト市                 |
| 70     | ラーコシュレンデゼー駅                 | 3            | 3            | ｜ | ■ | 2号線（エステルゴム方面） | ブダペスト市 | ブダペスト市                 |
| 70     | イシュトヴァーンテレク駅               | 3            | 6            | ｜ | ■ | | ブダペスト市 | ブダペスト市                 |
| 71     | ラーコシュパロタ・ウーイペシュト駅     | 2            | 8            | ■  | ■ | 70号線（ドゥナケシ方面） | ブダペスト市 | ブダペスト市                 |
| 71     | ラーコシュパロタ・ケルトヴァーロシュ駅 | 2            | 10           | ｜ | ■ | | ブダペスト市 | ブダペスト市                 |
| 71     | アラギマヨル駅                         | 4            | 14           | ｜ | ■ | | ペシュト県   | ピリシュヴェレシュヴァール郡 |
| 71     | フォート駅                             | 2            | 16           | ■  | ■ | | ペシュト県   | ピリシュヴェレシュヴァール郡 |
| 71     | フォートゥーイファル駅                 | 1            | 17           | ■  | ■ | | ペシュト県   | ピリシュヴェレシュヴァール郡 |
| 71     | フォートフュルデー駅                   | 1            | 18           | ｜ | ■ | | ペシュト県   | ピリシュヴェレシュヴァール郡 |
| 71     | チョマード駅                           | 3            | 21           | ｜ | ■ | | ペシュト県   | ピリシュヴェレシュヴァール郡 |
| 71     | イヴァチ駅                             | 5            | 26           | ■  | ■ | | ペシュト県   | ゲデッレー郡                 |
| 71     | ヴェレシェジハーズ駅                   | 1            | 27           | ■  | ■ | | ペシュト県   | ゲデッレー郡                 |
| 71     | エルデーケルテシュ駅                   | 2            | 29           | ■  | ■ | | ペシュト県   | ゲデッレー郡                 |
| 71     | ヴィツジアーンテレプ駅                 | 1            | 30           | ■  | ● | | ペシュト県   | ゲデッレー郡                 |
| 71     | エールボッチャーン駅                   | 1            | 31           | ■  | ■ | | ペシュト県   | ゲデッレー郡                 |
| 71     | ルドナイケルト駅                       | 5            | 36           | ■  | ● | | ペシュト県   | ヴァーツ郡                   |
| 71     | ヴァーツハルチャーン駅                 | 1            | 37           | ■  | ● | | ペシュト県   | ヴァーツ郡                   |
| 71     | ヴァーツラートート駅                   | 2            | 39           | ■  | ○ | 77号線（アソード方面） | ペシュト県   | ゲデッレー郡                 |
| 71     | チェレグ駅                             | 2            | 41           | ■  | ■ | | ペシュト県   | ヴァーツ郡                   |
| 71     | マーリアウドヴァル駅                   | 3            | 44           | ■  | ● | | ペシュト県   | ヴァーツ郡                   |
| 71     | ヴァーツ・アルショーヴァーロシュ駅     | 2            | 47           | ■  | ■ | 70号線（ドゥナケシ方面） | ペシュト県   | ヴァーツ郡                   |
| 70     | ヴァーツ駅                             | 2            | 49           | ■  | ■ | 70号線（プラハ方面、ブダペスト東駅方面） 75号線（ディオーシュイェネー方面）                                                    | ペシュト県   | ヴァーツ郡                   |